# Halawa (Jordania)
Halawa (arab. ‏حلاوة‎) – miejscowość w Jordanii, w muhafazie Adżlun. W 2015 roku liczyła 8647 mieszkańców.